# Peoria, Arizona
Peoria, Arizona là một thành phố thuộc quận Maricopa và Yavapai trong tiểu bang Arizona, Hoa Kỳ. Thành phố có diện tích km2, dân số theo điều tra năm 2010 của Cục điều tra dân số Hoa Kỳ là 154.065 người.